# Parigi-Nizza 1991
La Parigi-Nizza 1991, quarantanovesima edizione della corsa, si svolse dal 10 al 17 marzo su un percorso di 957 km ripartiti in 8 tappe. Fu vinta dallo svizzero Tony Rominger davanti ai francesi Laurent Jalabert e Martial Gayant. Si trattò della prima vittoria di un ciclista svizzero in questa competizione.

## Tappe
| Tappa  | Data     | Percorso                               | km  | Vincitore di tappa   | Leader cl. generale |
| ------ | -------- | -------------------------------------- | --- | -------------------- | ------------------- |
| 1ª     | 10 marzo | Fontenay-sous-Bois (cron. individuale) | 6.5 | Thierry Marie        | Thierry Marie       |
| 2ª     | 11 marzo | Nevers > Nevers (cron. a squadre)      | 47  | Toshiba              | Tony Rominger       |
| 3ª     | 12 marzo | Cusset > Saint-Étienne                 | 157 | Andreas Kappes       | Tony Rominger       |
| 4ª     | 13 marzo | Saint-Étienne > Dieulefit              | 174 | Viktor Klimov        | Tony Rominger       |
| 5ª     | 14 marzo | Dieulefit > Marsiglia                  | 214 | Jean-Paul van Poppel | Pascal Lance        |
| 6ª     | 15 marzo | Marsiglia > Mont Faron                 | 164 | Tony Rominger        | Tony Rominger       |
| 7ª     | 16 marzo | Tolone > Mandelieu-la-Napoule          | 183 | Uwe Ampler           | Tony Rominger       |
| 8ª     | 17 marzo | Nizza > Col d'Èze (cron. individuale)  | 12  | Tony Rominger        | Tony Rominger       |
| Totale | Totale   | Totale                                 | 957 |                      |                     |

## Dettagli delle tappe

### 1ª tappa
- 10 marzo: Fontenay-sous-Bois > Fontenay-sous-Bois (cron. individuale) – 6,5 km

Risultati
| Pos. | Corridore         | Squadra   | Tempo |
| ---- | ----------------- | --------- | ----- |
| 1    | Thierry Marie     | Castorama | 8'29" |
| 2    | Tony Rominger     | Toshiba   | s.t.  |
| 3    | Christian Chaubet | Toshiba   | a 4"  |

| Pos. | Corridore         | Squadra   | Tempo |
| ---- | ----------------- | --------- | ----- |
| 1    | Thierry Marie     | Castorama | 8'29" |
| 2    | Tony Rominger     | Toshiba   | s.t.  |
| 3    | Christian Chaubet | Toshiba   | a 4"  |

### 2ª tappa
- 11 marzo: Nevers > Nevers (cron. a squadre) – 47 km

Risultati
| Pos. | Squadra             | Tempo   |
| ---- | ------------------- | ------- |
| 1    | Toshiba             | 57'21"  |
| 2    | PDM-Concorde-Ultima | a 56"   |
| 3    | Castorama           | a 1'07" |

| Pos. | Corridore         | Squadra | Tempo    |
| ---- | ----------------- | ------- | -------- |
| 1    | Tony Rominger     | Toshiba | 1h05'50" |
| 2    | Christian Chaubet | Toshiba | a 4"     |
| 3    | Pascal Lance      | Toshiba | s.t.     |

### 3ª tappa
- 12 marzo: Cusset > Saint-Étienne – 157 km

Risultati
| Pos. | Corridore            | Squadra      | Tempo    |
| ---- | -------------------- | ------------ | -------- |
| 1    | Andreas Kappes       | Histor-Sigma | 4h18'42" |
| 2    | Michel Vermote       | R.M.O.       | s.t.     |
| 3    | Jean-Paul van Poppel | PDM          | s.t.     |

| Pos. | Corridore         | Squadra | Tempo    |
| ---- | ----------------- | ------- | -------- |
| 1    | Tony Rominger     | Toshiba | 5h24'32" |
| 2    | Christian Chaubet | Toshiba | a 4"     |
| 3    | Pascal Lance      | Toshiba | s.t.     |

### 4ª tappa
- 13 marzo: Saint-Étienne > Dieulefit – 174 km

Risultati
| Pos. | Corridore        | Squadra    | Tempo    |
| ---- | ---------------- | ---------- | -------- |
| 1    | Viktor Klimov    | Seur-Otero | 4h23'34" |
| 2    | Rob Harmeling    | TVM-Sanyo  | a 6"     |
| 3    | Giovanni Fidanza | Gatorade   | a 22"    |

| Pos. | Corridore         | Squadra | Tempo    |
| ---- | ----------------- | ------- | -------- |
| 1    | Tony Rominger     | Toshiba | 9h48'28" |
| 2    | Christian Chaubet | Toshiba | a 4"     |
| 3    | Pascal Lance      | Toshiba | s.t.     |

### 5ª tappa
- 14 marzo: Dieulefit > Marsiglia – 214 km

Risultati
| Pos. | Corridore            | Squadra      | Tempo    |
| ---- | -------------------- | ------------ | -------- |
| 1    | Jean-Paul van Poppel | PDM          | 5h25'33" |
| 2    | Christophe Capelle   | Z-Peugeot    | s.t.     |
| 3    | Wilfried Peeters     | Histor-Sigma | s.t.     |

| Pos. | Corridore         | Squadra | Tempo     |
| ---- | ----------------- | ------- | --------- |
| 1    | Pascal Lance      | Toshiba | 15h14'05" |
| 2    | Tony Rominger     | Toshiba | a 27"     |
| 3    | Christian Chaubet | Toshiba | a 31"     |

### 6ª tappa
- 15 marzo: Marsiglia > Mont Faron – 164 km

Risultati
| Pos. | Corridore        | Squadra       | Tempo    |
| ---- | ---------------- | ------------- | -------- |
| 1    | Tony Rominger    | Toshiba       | 4h09'14" |
| 2    | Roland Le Clerc  | Amaya Seguros | a 23"    |
| 3    | Laudelino Cubino | Amaya Seguros | s.t.     |

| Pos. | Corridore        | Squadra | Tempo     |
| ---- | ---------------- | ------- | --------- |
| 1    | Tony Rominger    | Toshiba | 19h23'46" |
| 2    | Martial Gayant   | Toshiba | a 1'06"   |
| 3    | Laurent Jalabert | Toshiba | a 1'21"   |

### 7ª tappa
- 16 marzo: Tolone > Mandelieu-la-Napoule – 183 km

Risultati
| Pos. | Corridore          | Squadra      | Tempo    |
| ---- | ------------------ | ------------ | -------- |
| 1    | Uwe Ampler         | Histor-Sigma | 4h21'32" |
| 2    | Éric Caritoux      | R.M.O.       | a 3"     |
| 3    | Claude Criquielion | Lotto        | s.t.     |

| Pos. | Corridore        | Squadra | Tempo     |
| ---- | ---------------- | ------- | --------- |
| 1    | Tony Rominger    | Toshiba | 23h45'26" |
| 2    | Martial Gayant   | Toshiba | a 1'20"   |
| 3    | Laurent Jalabert | Toshiba | a 1'21"   |

### 8ª tappa
- 17 marzo: Nizza > Col d'Èze (cron. individuale) – 12 km

Risultati
| Pos. | Corridore       | Squadra      | Tempo  |
| ---- | --------------- | ------------ | ------ |
| 1    | Tony Rominger   | Toshiba      | 23'53" |
| 2    | Stephen Roche   | TonTon Tapis | a 1"   |
| 3    | Andrew Hampsten | Motorola     | a 12"  |

| Pos. | Corridore        | Squadra | Tempo     |
| ---- | ---------------- | ------- | --------- |
| 1    | Tony Rominger    | Toshiba | 24h09'19" |
| 2    | Laurent Jalabert | Toshiba | a 1'55"   |
| 3    | Martial Gayant   | Toshiba | a 2'27"   |

## Classifiche finali

### Classifica generale
| Pos. | Corridore          | Squadra                | Tempo     |
| ---- | ------------------ | ---------------------- | --------- |
| 1    | Tony Rominger      | Toshiba                | 24h09'19" |
| 2    | Laurent Jalabert   | Toshiba                | a 1'55"   |
| 3    | Martial Gayant     | Toshiba                | a 2'27"   |
| 4    | Stephen Roche      | TonTon Tapis-GB-Corona | a 2'39"   |
| 5    | Andrew Hampsten    | Motorola               | a 2'41"   |
| 6    | Jerome Simon       | Z-Peugeot              | a 2'53"   |
| 7    | Claude Criquielion | Lotto-Superclub        | a 3'16"   |
| 8    | Éric Caritoux      | R.M.O.                 | a 3'20"   |
| 9    | Atle Kvålsvoll     | Z-Peugeot              | a 3'49"   |
| 10   | Laurent Fignon     | Castorama              | a 4'16"   |